# Ballade des Proverbes
Ballade des Proverbes este o poezie scrisă de François Villon în 1458.